# Santa Marinha (Seia)
Santa Marinha ist eine Ortschaft und ehemalige Gemeinde in Portugal.

## Geschichte
Aus römischer Zeit ist eine Römerbrücke erhalten geblieben.
Der heutige Ort entstand vermutlich mit den Neubesiedlungen im Verlauf der Reconquista. Erste Stadtrechte erhielt der Ort 1150 durch Portugals ersten König, D. Afonso Henriques, die am 15. Mai 1514 von König D. Manuel I. erneuert und bestätigt wurden. Es blieb Sitz eines eigenständigen Kreises, bis zu den Verwaltungsreformen nach der Liberalen Revolution 1822 und dem 1834 folgenden Miguelistenkrieg. Der Kreis Santa Marinha wurde 1836 aufgelöst. Seit 1846 ist es eine Gemeinde des Kreises Seia.
Die Ortschaft Santa Marinha wird insbesondere nach der Einführung der Inquisition in Portugal 1531 erwähnt, als Sepharden diesen Ort besiedelten. Unter der Leitung des Soziologen Alberto da Trinidade Marinho von der Katholischen Universität in Viseu untersuchten Wissenschaftler die teilweise jahrhundertealten Gebäude in den kleinen Bergdörfern. Allein in dem Ort Santa Marinha gibt es mehr als 42 Häuser mit Markierung, die auf jüdische Bewohner hinweisen. An den steinernen Türrahmen der dortigen Häuser befinden sich eindeutige Anzeichen dafür, dass dort einmal Mesusot angebracht waren. Außerdem fanden die Forscher zahlreiche Kruzifixe mit hebräischen Schriftzeichen und Symbole, die von Juden verwendet wurden, um ihre Häuser zu kennzeichnen. Die Funde erlaubten eine Rekonstruktion des sozialen und wirtschaftlichen Lebens der Juden in Santa Marinha. Die Überreste der letzten vor der Inquisition errichteten Synagoge in Santa Marinha stammt aus dem Jahr 1496. Santa Marinha soll in die Rede de Judiarias, einen Rundweg des jüdischen Erbes integriert werden.

## Verwaltung
Santa Marinha war eine Gemeinde (Freguesia) im Kreis (Concelho) von Seia, im Distrikt Guarda. Die Gemeinde hatte eine Fläche von 8,4 km² und 998 Einwohner (Stand 30. Juni 2011).
Zwei Ortschaften gehörten zur Gemeinde:
- Eirô
- Santa Marinha

Im Zuge der Administrative Neuordnung in Portugal wurde die Gemeinde zum 29. September 2013 aufgelöst und mit São Martinho zur neuen Gemeinde União das Freguesias de Santa Marinha e São Martinho zusammengeschlossen. Sitz der Gemeinde wurde Santa Marinha.